# فانجيليس بافليديس
فانجيليس بافليديس (مواليد 21 نوفمبر 1998) هو لاعب كرة قدم يوناني يلعب في مركز الوسط المهاجم في نادي بنفيكا ومنتخب اليونان.

## روابط خارجية
- فانجيليس بافليديس على موقع الاتحاد الدولي (مؤرشف)  (الإنجليزية)
- فانجيليس بافليديس على موقع الاتحاد الأوربي (الإنجليزية)
- فانجيليس بافليديس على موقع قاعدة بيانات كرة القدم.إي يو (الإنجليزية)
- فانجيليس بافليديس على موقع بيانات كرة القدم. دي إي (الألمانية)
- فانجيليس بافليديس على موقع ليكيب (الفرنسية)
- فانجيليس بافليديس على موقع ناشيونال فوتبول تيمز (الإنجليزية)
- فانجيليس بافليديس على موقع Soccerbase.com (لاعب) (الإنجليزية)
- فانجيليس بافليديس على موقع Soccerway.com (الإنجليزية)
- فانجيليس بافليديس على موقع عالم كرة القدم.نت (الإنجليزية)